# Palazzo della Regione Liguria
Il Palazzo della Regione Liguria, già noto come Palazzo della Navigazione generale italiana, è un edificio storico di Genova, sito in Piazza De Ferrari ed oggi sede della Giunta regionale della Liguria.

## Storia

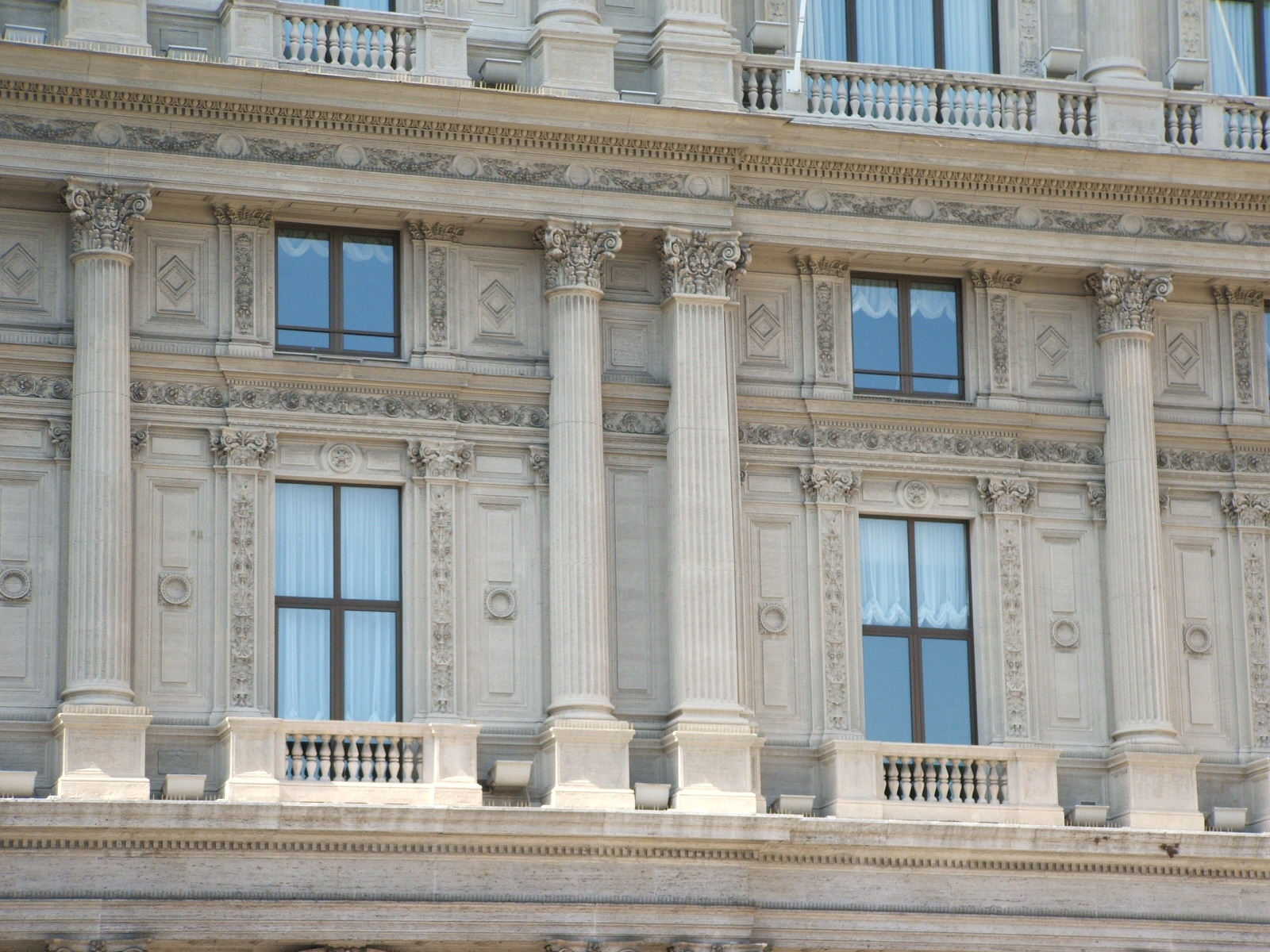
Dettaglio della decorazione esterna

### Progetto e realizzazione
Nel 1908 l'ingegnere Cesare Gamba acquistò a Genova l'area in prossimità della chiesa di Sant'Ambrogio, nell'attuale piazza De Ferrari. Nel 1912 presentò al Comune il progetto di un edificio addossato alla chiesa preesistente, che suscitò immediate polemiche. Due anni dopo, nel 1914, presentò un nuovo progetto, ma le trattative, sospese durante la prima guerra mondiale, ripresero solo nel 1920, quando Gamba decise di vendere l'area alla Navigazione Generale Italiana.
La società ricontrattò con il Comune le condizioni di fabbricazione e, dopo una serie di varianti in corso d'opera, approvate dal Comune tra il 1921 e il 1923, che prevedevano un «alleggerimento della parte decorativa della facciata», il progetto finale redatto da Gamba in collaborazione con l'ingegner Giuseppe Tallero, già autore nel 1914 del Palazzo del Credito italiano, venne ultimato nel 1924.
Il monumentale palazzo dagli stilemi neomanieristi, con facciata tripartita su porticato con archi a tutto sesto, rifletteva nell'esito finale un gusto ancora storicista in linea con l'antecedente realizzazione di via XX settembre, progettata dallo stesso Gamba.

### Successivi sviluppi

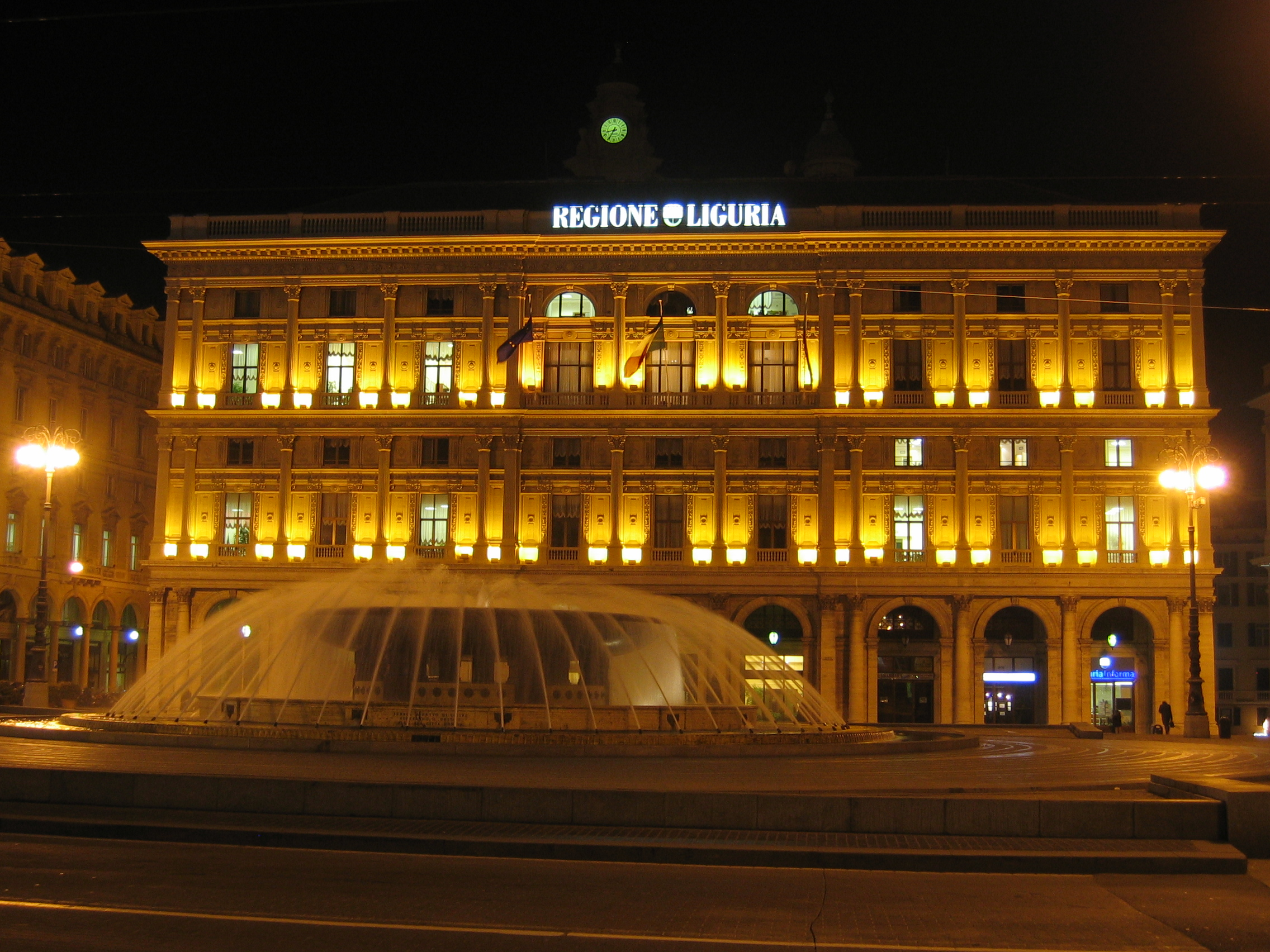
Il palazzo di notte

Nel 1932 la grande insegna Navigazione generale italiana, posta sul cornicione in facciata, fu sostituita in seguito alla decisione di Mussolini di fondere sotto il nome di Italia Flotte Riunite le tre principali compagnie di navigazione italiane dell'epoca: la Navigazione generale italiana, il Lloyd Sabaudo e la Cosulich.
Dopo vari passaggi di proprietà – attualmente il palazzo è sede della Regione Liguria – i paramenti originali sono stati sostituiti, ma le foto d'epoca documentano un gusto neorinascimentale negli arredi dell'ufficio passeggeri e del salone del consiglio di amministrazione, con soffitti a cassettoni, boiserie che armonizzano stilisticamente con l'aspetto esterno del palazzo.
Oltre al cancello d'ingresso, opera di Bartolomeo Pinasco, creatore di ferri artistici con laboratorio a Quarto dei Mille, rimane di notevole impatto all'interno lo scalone sormontato dal grande lampadario in ferro battuto e vetro opalino.